# 环氧值
环氧值源于环氧当量重量（Epoxy equivalent weight，EEW）或每环氧化物重量（Weight Per Epoxide，WPE），是环氧树脂、环氧活性稀释剂或缩水甘油醚中环氧含量的量度，是一个重要参数，通过它可以确定环氧体系与固化剂的正确混合比例。通常首先通过滴定法测量环氧当量重量。标准测试方法是ASTM D1652，但美国某些州对该方法进行了修改。EEW的定义是：产生1摩尔环氧基团所需的环氧树脂克数。环氧值定义为每100克树脂中环氧基团的摩尔数。

## 计算示例
聚氧丙烯二缩水甘油醚是一种活性稀释剂，商品名为Diluent F，其平均分子量为1000，官能度为 2，因此环氧值为1000/2 = 500。环氧值的定义是每100克树脂中环氧基的摩尔数。因此，以摩尔质量为382、每摩尔树脂含有2摩尔环氧基团的环氧树脂为例，EEW = 382/2 = 191，环氧值的计算公式如下：100/191= 0.53（即树脂的环氧值为 0.53）。

## 测试技术
有一些方法使用不使用传统滴定技术的仪器来确定环氧化物当量重量。

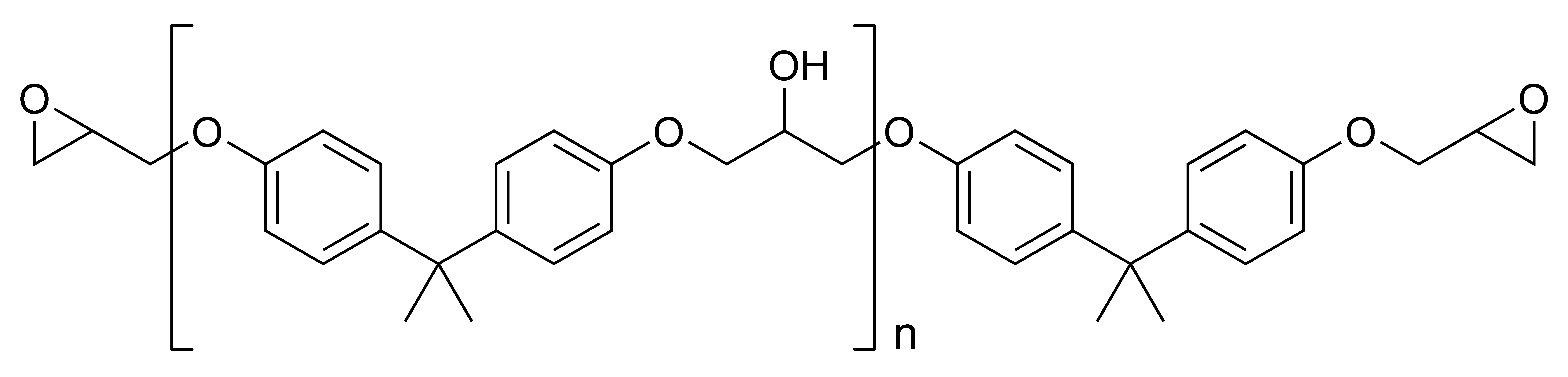
双酚A二缩水甘油醚环氧树脂的结构：n表示聚合亚基的数量，通常在0至25范围内

## 相关测试方法
- 酸值
- 胺值
- 羟值
- 碘值
- 过氧化值
- 皂化值

## 相关
- . courses.lumenlearning.com.   [2021-07-22]. （原始内容存档于2022-03-25）.
- . Paul F. Bruins, Polytechnic Institute of Brooklyn. New York: Interscience Publishers. 1968. ISBN 0-470-11390-1. OCLC 182890.
- Flick, Ernest W. . Park Ridge, NJ. 1993. ISBN 978-0-8155-1708-5. OCLC 915134542.
- Lee, Henry. . Kris Neville [2nd, expanded work]. New York: McGraw-Hill. 1967. ISBN 0-07-036997-6. OCLC 311631322.